# Pristipomoides aquilonaris
Pristipomoides aquilonaris is een straalvinnige vis uit de familie van snappers (Lutjanidae) en behoort derhalve tot de orde van baarsachtigen (Perciformes). De vis kan maximaal 56 cm lang en 1990 gram zwaar worden. 

## Leefomgeving
Pristipomoides aquilonaris is een zoutwatervis. De vis prefereert een subtropisch klimaat en leeft hoofdzakelijk in de Atlantische Oceaan. De diepteverspreiding is 24 tot 370 m onder het wateroppervlak. 

## Relatie tot de mens
Pristipomoides aquilonaris is voor de visserij van beperkt commercieel belang. In de hengelsport wordt er weinig op de vis gejaagd. 
Voor de mens is Pristipomoides aquilonaris potentieel gevaarlijk, omdat er vermeldingen van ciguatera-vergiftiging zijn geweest.